# Gustav Lohse
Gustav Oskar Karl Waldemar Lohse (* 22. Mai 1911 in Berlin; † 16. März 1999 in Appen) war ein deutscher Filmeditor. Er war bei zwei Produktionen auch als Drehbuchautor tätig.

## Leben und Wirken
Der Sohn des Chemikers Oskar Lohse und dessen Frau Käthe, geborene Froelich, besuchte ein humanistisches Gymnasium bis zum Abitur und begann anschließend an der Universität einige Semester Jura und Philosophie zu studieren. 1931 stieß er als Volontär zur Produktionsfirma Carl Froelichs und avancierte in recht kurzer Zeit zum Schnittmeister. Von 1932 bis 1941 schnitt Lohse nahezu exklusiv Froelichs Inszenierungen und Produktionen, ehe er 1941 eingezogen wurde. Lohse diente durchgehend bis 1945 und blieb anschließend ein Jahr lang in Kriegsgefangenschaft.
Wieder zurück im Zivilleben, ließ sich Gustav Lohse in Hamburg nieder und wirkte dort von 1947 bis 1952 zumeist als Synchron- und Dialogregisseur fremdsprachiger Filme. Zu Froelichs erster Nachkriegsregie, dem Lustspiel “Komplott auf Erlenhof”, verfasste Gustav Lohse 1950 das Drehbuch. Bei Froelichs letzter Spielfilm-Produktion “Torreani” im Jahr darauf, kehrte Lohse letztmals zum Filmschnitt zurück. Einhergehend mit Froelichs Rückzug aus dem Filmgeschäft arbeitete Gustav Lohse nur noch für Kultur- und Dokumentarfilme (als Schnittmeister, Drehbuchautor und Regisseur).

## Filmografie (Auswahl)
als Schnittmeister, wenn nicht anders angegeben
- 1932: Liebe auf den ersten Ton
- 1932: Der Choral von Leuthen
- 1933: Reifende Jugend
- 1934: Krach um Jolanthe
- 1934: Oberwachtmeister Schwenke
- 1935: Ich war Jack Mortimer
- 1935: Liselotte von der Pfalz
- 1935: Traumulus
- 1936: Wenn der Hahn kräht
- 1936: Wenn wir alle Engel wären
- 1936: Es geht um mein Leben
- 1937: Gabriele eins, zwei, drei
- 1937: Die ganz großen Torheiten
- 1937: Der Mustergatte
- 1937: Die Umwege des schönen Karl
- 1938: Heimat
- 1938: Die 4 Gesellen
- 1938: Das Leben kann so schön sein
- 1939: Es war eine rauschende Ballnacht
- 1939: Sommer, Sonne, Erika
- 1940: Das Herz der Königin
- 1941: Der Gasmann
- 1942: Hochzeit auf Bärenhof (nur Co-Drehbuch)
- 1950: Drei Mädchen spinnen (nur Drehbuch)
- 1951: Torreani
- 1954: Bosnien (Kurzdokumentarfilm, Regie)
- 1959: Amman. Hauptstadt Jordaniens (Kurzdokumentarfilm, auch Drehbuch)